# Cơn hoảng loạn
Cơn hoảng loạn (tiếng Anh: panic attack) là những giai đoạn sợ hãi đột ngột có thể bao gồm đánh trống ngực, đổ mồ hôi, run rẩy, khó thở, tê hoặc cảm giác rằng điều gì đó tồi tệ sắp xảy ra. Mức độ tối đa của các triệu chứng xảy ra trong vòng vài phút. Thông thường chúng kéo dài trong khoảng 30 phút nhưng thời lượng có thể thay đổi từ vài giây đến vài giờ. Có thể có nỗi sợ mất kiểm soát hoặc đau ngực. Bản thân các cơn hoảng loạn thường không nguy hiểm về thể chất.
Các cơn hoảng loạn có thể xảy ra do một số rối loạn bao gồm rối loạn hoảng sợ, rối loạn lo âu xã hội, rối loạn căng thẳng sau chấn thương, rối loạn sử dụng thuốc, trầm cảm và các vấn đề y tế. Chúng có thể được kích hoạt hoặc xảy ra bất ngờ. Hút thuốc, caffeine và căng thẳng tâm lý làm tăng nguy cơ bị hoảng loạn. Trước khi chẩn đoán, các điều kiện tạo ra các triệu chứng tương tự nên được loại trừ, chẳng hạn như cường giáp, cường cận giáp, bệnh tim, bệnh phổi và sử dụng thuốc.
Điều trị các cơn hoảng loạn nên được hướng vào nguyên nhân cơ bản tạo ra nó. Ở những người thường xuyên bị tấn công, tư vấn hoặc thuốc có thể được sử dụng. Tập thở và kỹ thuật thư giãn cơ cũng có thể giúp ích. Những người bị ảnh hưởng có nguy cơ tự tử cao hơn.
Ở châu Âu, khoảng 3% dân số có một cơn hoảng loạn trong một năm nhất định trong khi ở Hoa Kỳ, tỷ lệ bị ảnh hưởng lên đến khoảng 11%. Chúng phổ biến ở nữ hơn nam. Chúng thường bắt đầu ở tuổi dậy thì hoặc trưởng thành sớm. Trẻ em và người già ít bị ảnh hưởng.

## Dấu hiệu và triệu chứng
Những người bị các cơn hoảng loạn thường báo cáo về nỗi sợ chết hoặc đau tim, chớp mắt, ngất hoặc buồn nôn, tê khắp cơ thể, thở nặng và thở nhanh hoặc mất kiểm soát cơ thể. Một số người cũng bị tầm nhìn đường hầm, chủ yếu là do dòng máu chảy ra từ đầu đến các bộ phận quan trọng hơn của cơ thể trong phòng thủ. Những cảm giác này có thể kích thích một sự thôi thúc mạnh mẽ để trốn thoát hoặc chạy trốn khỏi nơi cuộc tấn công bắt đầu (hậu quả của " phản ứng chiến hay chạy ", trong đó hormone gây ra phản ứng này được giải phóng với số lượng đáng kể). Phản ứng này tràn ngập cơ thể với các kích thích tố, đặc biệt là epinephrine (adrenaline), giúp cơ thể chống lại tác hại.
Một cơn hoảng loạn là một phản ứng của hệ thần kinh giao cảm (SNS). Các triệu chứng phổ biến nhất bao gồm run rẩy, khó thở (khó thở), tim đập nhanh, đau ngực (hoặc tức ngực), các cơn nóng bừng, nhấp nháy lạnh, đốt cảm giác (đặc biệt là ở vùng da mặt hoặc cổ), đổ mồ hôi, buồn nôn, chóng mặt (hoặc chóng mặt nhẹ), nhức đầu nhẹ, giảm thông khí, dị cảm (cảm giác ngứa ran), cảm giác nghẹt thở hoặc âm ỉ, khó di chuyển và khử mùi. Những triệu chứng thực thể này được giải thích với sự báo động ở những người dễ bị hoảng loạn. Điều này dẫn đến sự lo lắng gia tăng và hình thành một vòng phản hồi tích cực.
Khó thở và đau ngực là triệu chứng chủ yếu. Những người trải qua một cuộc tấn công hoảng loạn có thể gán cho họ một cơn đau tim không chính xác và do đó tìm cách điều trị trong phòng cấp cứu. Vì đau ngực và khó thở là triệu chứng đặc trưng của bệnh tim mạch, bao gồm đau thắt ngực không ổn định và nhồi máu cơ tim (đau tim), nên phải chẩn đoán loại trừ (loại trừ các tình trạng khác) trước khi chẩn đoán cơn hoảng loạn. Điều đặc biệt quan trọng là phải làm điều này cho những người không biết tình trạng sức khỏe tâm thần và sức khỏe tim mạch. Điều này có thể được thực hiện bằng cách sử dụng điện tâm đồ và đánh giá sức khỏe tâm thần.
Các cơn hoảng loạn được phân biệt với các dạng lo âu khác bởi cường độ và tính chất đột ngột, và có chu kỳ của chúng. Chùng thường có kết hợp với rối loạn lo âu và các tình trạng tâm lý khác, mặc dù các cơn hoảng loạn thường không phải là dấu hiệu của rối loạn tâm thần.